# Court-circuit (émission de télévision)
Pour les articles homonymes, voir Court-circuit (homonymie).
Court-circuit (Kurzschluss en allemand) est une émission de télévision franco-allemande consacrée aux courts-métrages. Elle est diffusée chaque samedi soir aux alentours de 0h30 sur Arte.

## Concept
Des courts-métrages européens et du monde entier sont proposés dans ce magazine, le plus souvent inédits à la télévision et coproduits par la chaîne, faisant ainsi découvrir une nouvelle génération d'auteurs, mais aussi parfois des classiques réalisés par des cinéastes renommés, comme François Truffaut, Éric Rohmer ou Wim Wenders. Les courts-métrages sont choisis selon les différentes thématiques abordées chaque semaine. Des making-of et des interviews d'acteurs ou de cinéastes viennent compléter ce magazine, ainsi qu'une présentation d'un moyen métrage diffusé juste après l'émission.